# Гусєв Максим Євгенович
Максим Євгенович Гусєв (рос. Максим Евгеньевич Гусев; 20 січня 1983, м. Апатити, СРСР) — російський хокеїст, захисник. Виступає за «Єрмак» (Ангарськ) у Вищій хокейній лізі. 
Вихованець хокейної школи «Амур» (Хабаровськ). Виступав за «Амур» (Хабаровськ), «Єрмак» (Ангарськ).